# Румен Гечев
Румен Василев Гечев е български икономист и политик от Българската социалистическа партия, вицепремиер и министър на икономическото развитие в правителството на Жан Виденов. Сътрудник на Държавна сигурност.

## Биография
Румен Гечев е роден на 4 октомври 1956 година в Червен бряг. През 1980 година завършва политическа икономия във Висшия икономически институт „Карл Маркс“, днес Университет за национално и световно стопанство (УНСС), в София, където след това започва да преподава в катедра „Политикономия и военна икономика“.
Гечев специализира икономика в Илинойския щатски университет (1987 – 1988), университета „Темс Вали“ (1993) и Аризонския университет (1993). През 1987 – 1991 година е секретен сътрудник на Първо главно управление на Държавна сигурност с псевдоним „Економов“.
През 1990 година Румен Гечев става член на БСП и в периода 1995 – 1997 година е заместник-председател на Министерския съвет и министър на икономическото развитие в правителството на Жан Виденов. След това се оттегля от политическия живот и продължава да преподава в УНСС. През 2013 година отново е избран за народен представител от БСП.